# Задорожный, Иван Акимович
Иван Акимович Задорожный — советский хозяйственный, государственный и политический деятель, Герой Социалистического Труда.

## Биография
Родился в 1909 году в Харькове. Член КПСС.
С 1925 года — на хозяйственной, общественной и политической работе. В 1925—1969 гг. — техник, старший техник, производитель работ строительного участка Октябрьской железной дороги, на строительстве паровозовагоноремонтного завода в городе Улан-Удэ, заместитель начальника дистанции пути станции Бологое, начальник службы пути, заместитель начальника дороги, начальник политотдела на Омской и на Свердловской железных дорогах, начальник Оренбургской железной дороги, начальник Казахской железной дороги.
Указом Президиума Верховного Совета СССР от 1 августа 1959 года присвоено звание Героя Социалистического Труда с вручением ордена Ленина и золотой медали «Серп и Молот».
Избирался депутатом Верховного Совета СССР 6-го и 7-го созывов. Делегат XXI и XXII съездов КПСС.
Умер в Москве в 1990 году. Похоронен на Троекуровском кладбище.